# Anna Hope Hudson
Anna Hope Hudson, (1869–1957), généralement connue sous le nom de Nan Hudson est une artiste d'origine américaine qui a vécu et travaillé en France et en Angleterre. Elle était la partenaire de vie d'Ethel Sands (en).

## Biographie
Anna Hudson est née le 10 septembre 1869 à New York. Elle était la fille du colonel Edward McKenny Hudson, décédé en 1892 ; sa mère est décédée alors qu'elle avait 9 ans. Elle a vécu aux États-Unis jusqu'à l'âge de 24 ans lorsqu'elle a déménagé en Europe, préférant la France de tous les endroits où elle a vécu et qu'elle a visités. Elle a hérité héritage qu'elle a reçu est le résultat du succès de son grand-père, Samuel Carpenter, en tant que partenaire d'une entreprise de gravure de billets de banque, qui a ensuite fusionné pour devenir l'American Bank Note Company.
Elle a commencé ses études à Paris en 1892 et a rencontré une autre étudiante en art, Ethel Sands (en), qui est devenue sa partenaire de vie. Comme Ethel Sands, Anna Hudson a reçu un héritage à la mort de ses parents. Elles étudièrent auprès d'Eugène Carrière en 1896. Henri Evenepoel, peintre flamand, a été le professeur d'Anna Hudson à partir de janvier 1897.
Anna Hudson a vécu et peint avec Ethel Sands, partageant leur temps entre la France et l'Angleterre. Ethel Sands était une mondaine qui divertissait fréquemment les artistes et les écrivains lorsqu'elles étaient en Angleterre. Anna Hudson a préféré un style de vie plus calme en France, et c'est là qu'elle s'est d'abord installée en tant qu'artiste,.

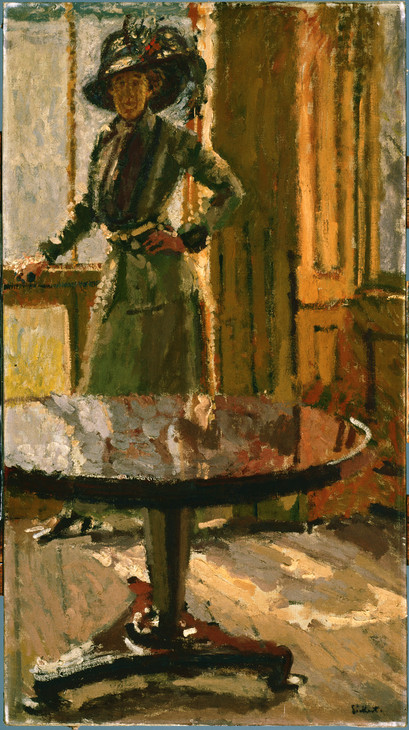
Walter Sickert, Miss Hudson at Rowlandson House, 1910

Elle a fait une peinture du canal de la Giudecca après avoir voyagé à Venise. Elle a été exposée au Salon d'automne à Paris en 1906. Walter Sickert, qui la connaît grâce à son association avec Sands, n'avait pas encore vu ses œuvres. Impressionné, il a partagé l'opinion de Sands  sur son talent et l'a invitée au Fitzroy Street Group (en). Ethel Sands a également rejoint le groupe, où les deux femmes assistaient parfois aux réunions et envoyaient souvent des tableaux pour les séances du samedi at home.
Walter Sickert, qui a capté sa manière confiante et indépendante dans Miss Hudson at Rowlandson House (vers 1910), a décrit Hudson comme « the radiant and dashing horsewoman of a young man's dreams. ». Virginia Woolf a dit qu'elle s'habillait avec style et qu'elle était « austère et honnête ».
En Angleterre, Hudson a commencé à exposer ses œuvres aux Leicester Galleries, au New English Art Club et à l'Allied Artists' Association. En 1912, elle a une exposition conjointe avec Sands à la Carfax Gallery. Le Fitzroy Street Group et le Camden Town Group ont fusionné en 1913 pour devenir le London Group, dont Ethel Sands et Anna Hudson étaient les membres fondateurs. Anna Hudson y a occasionnellement exposé son travail jusqu'en 1938. Elle a également continué à présenter des œuvres au English Art Club. À l'instigation de Sickert, Anna Hudson travaille occasionnellement dans ses ateliers et utilise ses modèles pour les sujets de ses peintures. Ses œuvres, inspirées d'Edouard Vuillard et de Walter Sickert, ont été en grande partie détruites ou perdues pendant la Seconde Guerre mondiale. Il reste quelques œuvres dans les collections publiques et une à la Tate.
Ethel Sands et Anna Hudson ont établi un hôpital pour soldats à Veules-les-Roses, près de Dieppe pendant la Première Guerre mondiale. Pendant la Seconde Guerre mondiale, la maison d'Hudson a été pillée et la maison de Sands à Chelsea a été détruite pendant le Blitz.
Anna Hudson a acheté une maison du XVIIe siècle, le château d'Auppegard, en 1920 près de Dieppe. Elle l'a fait restaurer et décorer, et elle est devenue sa maison préférée pendant une période de temps.
Ethel Sands et Anna Hudson ont vécu ensemble jusqu'à la mort d'Anna, le 17 septembre 1957.

## Le Bloomsbury Group
Anna Hudson et Ethel Sands ont été liées, parfois pendant près de cinquante ans, avec plusieurs membres du Bloomsbury Group : Virginia Woolf, E. M. Forster, Lytton Strachey, Duncan Grant, Vanessa Bell, Roger Fry, Desmond MacCarthy, Clive Bell, Leonard Woolf, Ottoline Morrell, Desmond MacCarthy, Molly MacCarthy (en).
Les membres de Groupe, quand ils se rendaient à Paris, prenaient fréquemment le ferry Newhaven-Dieppe et avaient l'habitude de passer au Château d'Auppegard à l'aller ou au retour.

## Œuvres

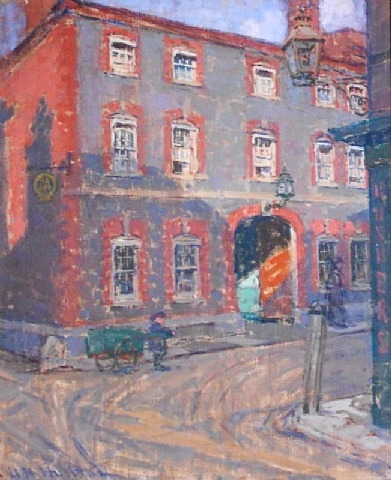
Nan Hudson, The Lamb Inn, Wallingford, 1912

- Château d’Auppegard, after 1927, oil on board, 46.2 × 38.2 cm, Tate, légué par le colonel Christopher Sands en 2000[8].
- Harbour, Northern France, Dieppe,oil on board, 35 × 43 cm, Government Art Collection (en)[10],[11]
- Newington House, Autumn, Oxfordshire, 1913, oil on canvas, 60.8 × 73.1 cm, Derby Museums and Art Gallery[12]
- The Lamb Inn, Wallingford, 1912
- The Visitor, oil on canvas, 37.5 × 24.8 cm, York Museums Trust[13]